# Boarmia extincta
Boarmia extincta är en fjärilsart som beskrevs av Wagner 1920. Boarmia extincta ingår i släktet Boarmia och familjen mätare. Inga underarter finns listade i Catalogue of Life.